# 可不可愛
〈可不可愛〉是臺灣女歌手何紫妍於2020年4月16日發行的單曲，並客串臺灣男歌手陳零九，由羅維真、湘絜、陳大天、陳熙、林言奕、MC耀宗共同製作詞曲。

## 背景
陳大天和何紫妍在拍攝戲劇《守著陽光守著你》而結識為朋友以前，就已經在邱宇辰所創建的練習狼人殺群組中互相認識，但由於陳大天從未參與遊戲，所以當時兩人之間沒有更多互動。

## 製作
該單曲由陳大天和陳熙共同擔任製作人，並邀請臺灣男歌手陳零九歌曲客串。

## 音樂錄影帶
該單曲由呂策和陳大天共同擔任導演，製片為蔡夢航。陳大天把音樂錄影帶成品給廖人帥看過，對方也給予剪接節奏和特效的相關建議。

## 爭議
該單曲MV被發現其內容中呈現的歌手造型、貼牆跳舞、道具（黑膠唱片機、玩偶等），以及Instagram、雜誌風格的效果，MV整體配色和間奏，甚至RAP男聲出現的時機等元素皆與韓國歌手IU的〈Palette〉高度相似。並且製作團隊成員呂策在其Facebook頁面上釋出的幕後花絮中，也出現〈Palette〉的MV畫面。
〈Palette〉的MV導演李萊景（韓語：이래경）聽聞此事後表示：「最近很多人跟我說MV被剽竊的事，已經是很早的作品了，看的人都能明白，我也就ok了，謝謝舉報與給予應援的各位。」、「如你所知，他抄襲來的MV非常俗氣、質感低。他現在一定很尷尬，我很好，但我為他做為創作者感到遺憾。」擔任該單曲製作人兼導演的陳大天透過Instagram標記回覆導演李萊景表示：「很抱歉造成你的困擾，我們確實參考了不少作品，其中也包含你執導的〈Palette〉，但並沒有想要抄襲，但MV中的元素和風格都有很多相似處，對於有冒犯到你們的地方再次抱歉，太多資訊讓我沒辦法在第一時間回應，希望能獲得你的原諒，你的作品非常棒」。
2020年4月19日陳大天在該單曲YouTube音樂錄影帶下方向何紫妍及製作團隊道歉，坦言在製作上參考IU〈Palette〉、汪德雙人組〈High On Humans〉、歐若拉〈Half The World Away〉、GroovyRoom〈Sunday〉、P-Square〈Nobody Ugly〉、安室奈美惠〈Golden Touch〉、關穎〈關不住的秘密〉等7部作品。何紫妍在留言下回應：「謝謝大家的指教，這次造成這個情況真的很不好意思，我們會虛心接受所有聲音，謝謝我的團隊，謝謝所有人，謝謝我的粉絲們，未來會更努力，也會改進，謝謝你們。」但隨後於同日的直播中表示：「就是會覺得，會很放大來看，所以我覺得，我們就在直播間開開心心，這是我們的世界，她們也進不來，進來絕對會被我們砲轟，對不對？，他們不敢在這邊怎麼樣，只敢在他們的世界批判。」
同月22日何紫妍在Instagram發出道歉聲明：「針對我本人在4月19日直播的過程中，因為情緒過於激動，而導致用詞不當，造成社會觀感不佳，在此致上最深的歉意。事情發生到現在，心裡真的很難受，本著想要呈現一個好的音樂作品給大家，卻意外造成那麼大的風波，真的非常抱歉！」同日也將YouTube上的官方釋出的音樂錄影帶改為私人影片，無法公開播放。
同月23日臺灣歌手陳零九在Instagram上分享近期要求該事件表態的留言，表示先前幾天沒有說話，並以創作者、朋友及合作歌手三個層面的心情分別回應該則留言。並談到身為該單曲的客串歌手，則以無奈手勢表明的個人心情。
同月25日臺灣藝人吳婕安對該事件發文聲援，並稱讚何紫妍是非常簡單的人，喜歡打電動、養動物，也很照顧朋友。同日，陳大天二度發文向整起事件的相關人士致歉，並坦言犯下低級錯誤，也不會刪除該則留言。
2023年8月6日壹蘋新聞網專訪陳大天時，對於該事件坦言當年收到非常多的網路留言，對此自認做錯事，所以對於所有批評指教都虛心接受。

## 外部連結
- YouTube上的〈可不可愛〉[]